# マリオン (小惑星)
マリオン (506 Marion) は、小惑星帯に位置する小惑星である。
レイモンド・スミス・ドゥーガンがハイデルベルクのケーニッヒシュトゥール天文台で発見し、発見者のいとこのMarion Orcuttのちなんで名づけられた。